# Emmanuel de Las Cases (1854-1934)
Pour les articles homonymes, voir Emmanuel de Las Cases, Emmanuel Pons de Las Cases et Las Cases.
Emmanuel de Las Cases, né le 2 avril 1854 à Auxerre (Yonne) et mort le 16 avril 1934 à Paris, est un avocat et homme politique français.

## Biographie
Petit-neveu de l'historien Emmanuel de Las Cases, il est docteur en droit et avocat à la cour d'appel de Paris. Il est secrétaire de la conférence des avocats en 1880-1881 et président de la conférence Molé. Il s'est beaucoup impliqué dans la défense des épargnants spoliés par le scandale de Panama.
Conseiller général de la Lozère élu dans le canton de Nasbinals de 1909 à 1922, il devient également président du conseil général à partir de 1910. Il est élu sénateur en 1903 et sera constamment réélu jusqu'en 1933. Personnalité du groupe de l'Action libérale, il intervient sur tous les textes religieux et il est le principal orateur de l'opposition au camp laïque et à la séparation des Églises et de l'État. Il déploie également une très grande activité sur de nombreux sujets, comme les questions d'éducation.
Il est enterré au cimetière ancien de Neuilly-sur-Seine.

## Sources
- « Emmanuel de Las Cases (1854-1934) », dans le Dictionnaire des parlementaires français (1889-1940), sous la direction de Jean Jolly, PUF, 1960 [détail de l’édition]